# Karl Albrecht III. zu Hohenlohe-Waldenburg-Schillingsfürst

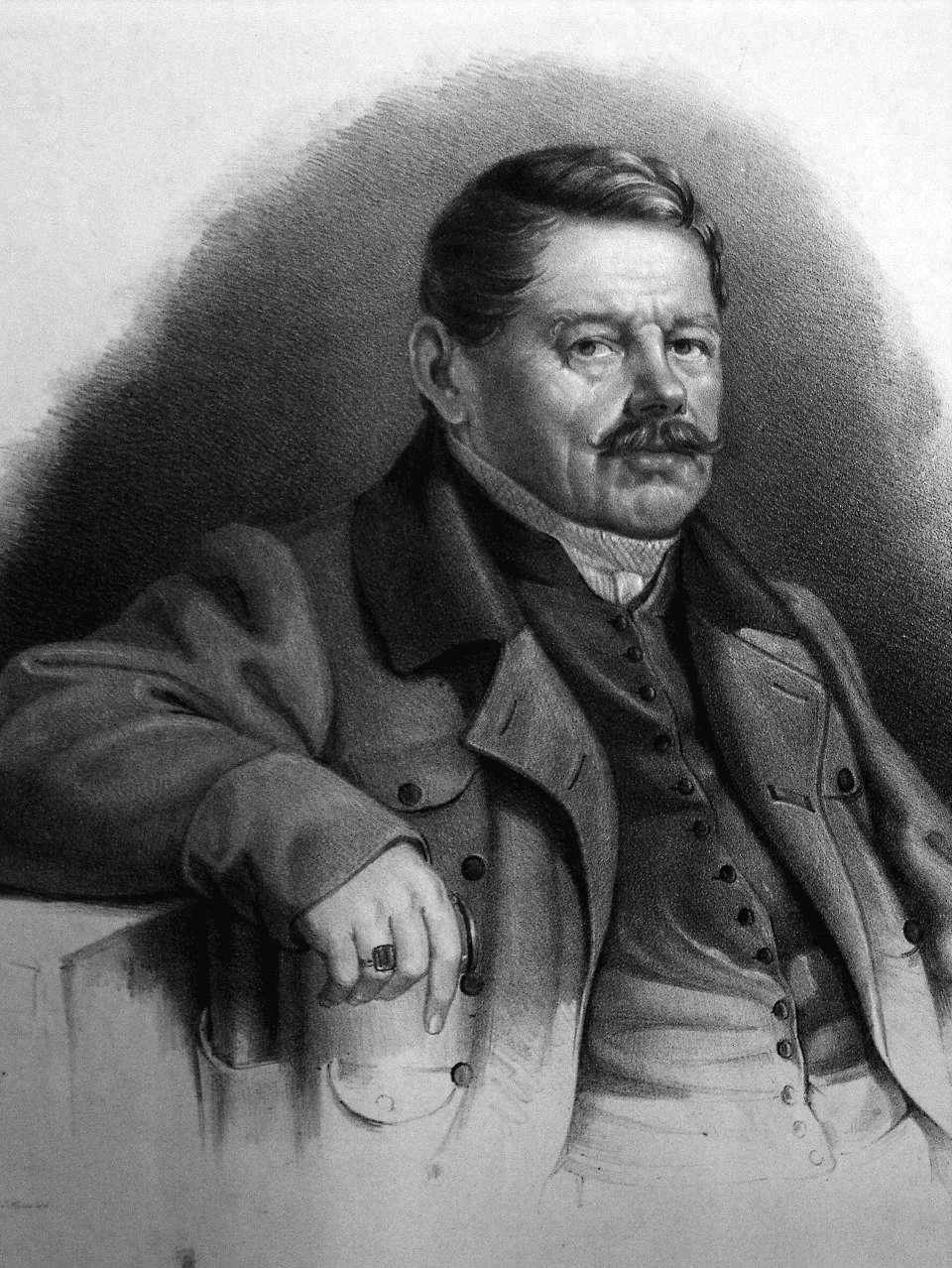
Fürst Karl Albrecht III.

Karl Albrecht III. Philipp Joseph Fürst zu Hohenlohe-Waldenburg-Schillingsfürst (* 29. Februar 1776 in Wien; †  15. Juni 1843 in Bad Mergentheim) war ein Mitglied des Hauses Hohenlohe. Seit 1796 war er der 4. Fürst zu Hohenlohe-Waldenburg-Schillingsfürst.

## Leben
Fürst Karl Albrecht III. war ein Sohn des Fürsten Karl Albrecht II. (1742–1796) und dessen ungarischer Ehefrau Judith Freiin von Reviczky de Revisnie (1753–1836), verwitwete Freifrau von Beothy.
Er diente in der Armee des Kaisers und stieg dort bis zum Generalmajor auf.
Karl Albrecht III. erlebte 1806 in Kupferzell die Mediatisierung des Hauses Hohenlohe. Er trat 1807 seinem Bruder Franz die Herrschaft Schillingsfürst ab. Das Amt Kupferzell unterstand von nun an Waldenburg. Mit dem Verlust der politischen Selbstständigkeit wurden die Herrschaftsgebiete vom neugegründeten Königreich Württemberg durch König Friedrich I. von Württemberg (1754–1816) einverleibt. Schillingsfürst kam zu Bayern.
In der Württembergischen Armee wurde er Generalleutnant und der Erste Capitaine des Gardes. Zudem führte er den Titel eines königlich-württembergischen Reichserbmarschalls.
In der Württembergischen Ständeversammlung von 1815 bis 1819 war Fürst Karl Albrecht ein Virilstimmberechtigter. Seit dem 15. Juni 1815 war er dort Mitglied im Komitee zur Prüfung und Kürzung des Beilagenteils über die Landesbeschwerden zur Ständischen Adresse. Am 2. Juni 1817 stimmte der Fürst gegen die Annahme des Entwurfs zur württembergischen Verfassung. Von 1820 bis 1839 war er per Verfassung erbliches Mitglied in der Ersten Kammer der Württembergischen Landstände, erschien aber zu keiner Sitzung und verzichtete auch darauf, sich dort vertreten zu lassen.

## Familie
Der Fürst war zweimal verheiratet. Er heiratete am 11. Juli 1797 in München Prinzessin Auguste zu Isenburg-Birstein. Das Paar hatte drei Kinder, wobei zwei bereits als Säuglinge starben. Es erreichte nur eine Tochter das Erwachsenenalter:
- Karoline Friederike (1800–1857), heiratete am 27. Dezember 1823 in Mannheim Gustav Freiherr von Coester (* 1796; † 13. Juli 1873 in München), Gutsbesitzer und Archivkonservator in Landshut

Fürstin Augusta starb 1803. Fürst Karl Albrecht heiratete erneut am 20. Mai 1813 in Heiligenberg Prinzessin Leopoldine zu Fürstenberg (* 4. September 1791; † 10. Januar 1844), die Tochter des Fürsten Karl Aloys zu Fürstenberg und der Fürstin Maria Elisabeth, geborene Prinzessin von Thurn und Taxis (1767–1822). Das Paar hatte vier Kinder:
- Friedrich Karl I. (1814–1884), 5. Fürst zu Hohenlohe-Waldenburg-Schillingsfürst, Heraldiker und Sphragistiker
- Katharina (1817–1893), heiratete 1. 1838 Graf Erwin von Ingelheim; 2. 1848 Karl von Hohenzollern-Sigmaringen[4]
- Karl (1818–1875)
- Egon (1819–1865).

Das Grab von Fürst Karl Albrecht befindet sich in der Schloßkirche zu Waldenburg.